# Bartholomäberg
Bartholomäberg est une commune autrichienne du district de Bludenz dans le Vorarlberg.